# Lijst van voetbalinterlands Bangladesh - Iran
Deze lijst van voetbalinterlands is een overzicht van alle officiële voetbalwedstrijden tussen de nationale teams van Bangladesh en Iran. De landen speelden tot op heden zes keer tegen elkaar. De eerste ontmoeting, een groepswedstrijd tijdens de Azië Cup 1980, vond plaats in Koeweit op 22 september 1980. Het laatste duel, een kwalificatiewedstrijd voor het Wereldkampioenschap voetbal 1990, werd gespeeld op 17 maart 1989 in Teheran.

## Wedstrijden
| № | Plaats  | Datum             | Competitie                 | Wedstrijd         | Uitslag |
| - | ------- | ----------------- | -------------------------- | ----------------- | ------- |
| 1 | Koeweit | 22 september 1980 | Azië Cup 1980              | Iran – Bangladesh | 7 – 0   |
| 2 | Karachi | 25 februari 1982  | Vriendschappelijk          | Iran − Bangladesh | 9 − 0   |
| 3 | Jakarta | 7 juli 1984       | Azië Cup 1984 kwalificatie | Bangladesh – Iran | 0 – 5   |
| 4 | Daejeon | 24 september 1986 | Vriendschappelijk          | Iran − Bangladesh | 4 − 0   |
| 5 | Dhaka   | 27 februari 1989  | WK 1990 kwalificatie       | Bangladesh – Iran | 1 – 2   |
| 6 | Teheran | 17 maart 1989     | WK 1990 kwalificatie       | Iran − Bangladesh | 1 − 0   |

## Samenvatting
| Competitie            | Totaal gespeeld | Winst Bangladesh | Gelijk | Winst Iran | Doelsaldo Bangladesh – Iran |
| --------------------- | --------------- | ---------------- | ------ | ---------- | --------------------------- |
| WK-kwalificatie       | 2               | 0                | 0      | 2          | 1 − 3                       |
| Azië Cup              | 1               | 0                | 0      | 1          | 0 − 7                       |
| Azië Cup-kwalificatie | 1               | 0                | 0      | 1          | 0 − 5                       |
| Vriendschappelijk     | 2               | 0                | 0      | 2          | 0 − 13                      |
| Totaal                | 6               | 0                | 0      | 6          | 1 − 28                      |

Wedstrijden bepaald door strafschoppen worden, in lijn met de FIFA, als een gelijkspel gerekend.